# Comté de Lac-Saint-Jean-Est
Pour les articles homonymes, voir Lac-Saint-Jean.
Le comté de Lac-Saint-Jean-Est était un comté municipal du Québec ayant existé entre 1890 et 1982.
Il a été créé en 1890 par détachement du comté de Chicoutimi, en même temps que le comté de Lac-Saint-Jean-Ouest. À l'origine il était désigné sous le nom de Première division du comté de Lac-Saint-Jean.
Le territoire qu'il couvrait est aujourd'hui compris dans la région administrative du Saguenay–Lac-Saint-Jean et correspondait à l'actuelle municipalité régionale de comté (MRC) de Lac-Saint-Jean-Est. Son chef-lieu était la municipalité d'Alma.

## Municipalités situées dans le comté
- Alma (détaché d'Hébertville en 1879 sous le nom de Saint-Joseph-d'Alma (municipalité de paroisse); une municipalité de village du même nom s'en détache en 1917; la municipalité de village est renommée Alma en 1954; La municipalité de paroisse est fusionnée à Alma en 1976[2],[3])
- Delisle (créé en 1890; fusionné à Alma en 2001[4])
- Desbiens (créé sous le nom de Saint-Émilien en 1926; renommé Desbiens en 1960[5])
- Hébertville (détaché de Lac-Saint-Jean en 1859[6])
- Hébertville-Station (détaché d'Hébertville en 1903[6])
- Isle-Maligne (détaché de Saint-Joseph-d'Alma en 1924; fusionné à Alma en 1962[3])
- Labrecque (créé en 1925[7])
- Lac-à-la-Croix (créé en 1912 sous le nom de Sainte-Croix; Lac-à-la-Croix s'en détache en 1953; les deux municipalités sont regroupées sous le nom de Lac-à-la-Croix en 1976; Lac-à-la Croix et Métabetchouan sont regroupés en 1999 sous le nom de Métabetchouan–Lac-à-la-Croix[8]
- Lamarche (créé en 1967[9])
- L'Ascension-de-Notre-Seigneur (créé en 1919[10])
- Métabetchouan (créé en 1872 sous le nom de Saint-Jérôme-de-Métabetchouan; la municipalité de village se détache de celle de paroisse en 1898; les deux sont regroupés en 1975 sous le nom de Métabetchouan; Lac-à-la Croix et Métabetchouan sont regroupés en 1999 sous le nom de Métabetchouan–Lac-à-la-Croix[8])
- Naudville (créé en 1944; fusionné à Alma en 1962[3])
- Notre-Dame-d'Hébertville (détaché de la municipalité de canton d'Hébertville en 1882; fusionné de nouveau à Hébertville en 1972[6])
- Riverbend (détaché de Saint-Joseph-d'Alma en 1925; fusionné à Alma en 1962[3])
- Saint-Bruno (créé en 1886; la municipalité de village du même nom s'en détache en 1910; les deux sont regroupés à nouveau en 1975[11])
- Saint-Cœur-de-Marie (détaché de Delisle en 1921; fusionné de nouveau à Delisle en 1979[4])
- Sainte-Jeanne-d'Arc (créé en 1916 sous le nom de Saint-Henri-de-Taillon-Partie-Ouest; renommé Sainte-Jeanne-d'Arc en 1918; fusionné à Sainte-Monique en 1931[12])
- Sainte-Monique (créé en 1930[12])
- Saint-Gédéon (créé en 1874 en tant que municipalité du canton de Signay-Partie-Ouest; renommé Saint-Gédéon en 1888[13])
- Saint-Henri-de-Taillon (créé en 1904[14])
- Saint-Ludger-de-Milot (créé en 1948[15])
- Taché (créé en 1906; renommé Saint-Nazaire en 1988[16])

## Formation
Le comté de Lac-Saint-Jean-Est comprenait lors de sa formation les localités suivantes détachées du comté de Chicoutimi: Hébertville, Saint-Bruno, Saint-Joseph-d'Alma, Delisle, Saint-Gédéon, Saint-Jérôme ainsi que les territoires non organisés situés à l'est des rivières Péribonka et Métabetchouan.